# Liste der Mitglieder des US-Repräsentantenhauses aus South Carolina

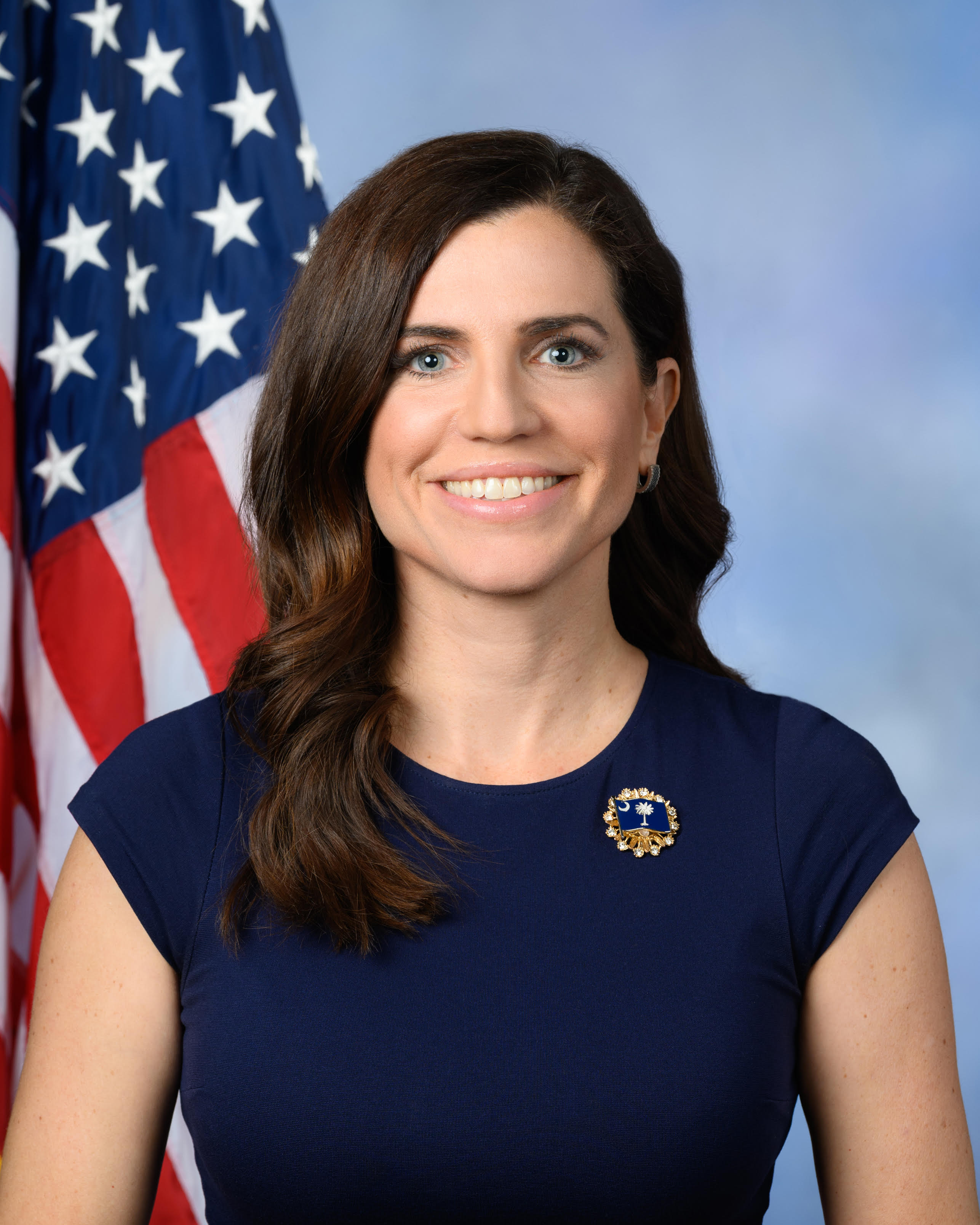
Nancy Mace, derzeitige Vertreterin des ersten Kongresswahlbezirks von South Carolina

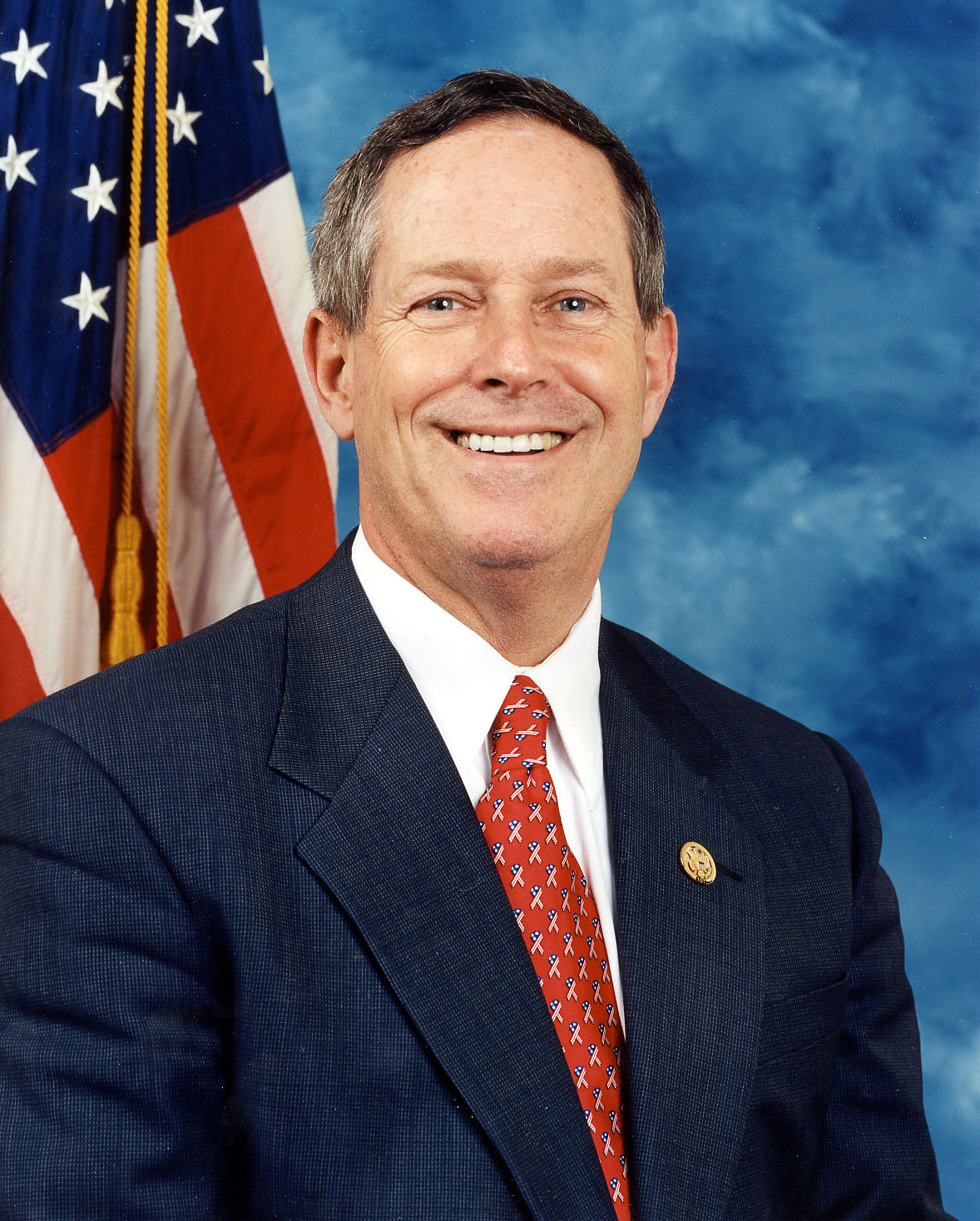
Joe Wilson, derzeitiger Vertreter des zweiten Kongresswahlbezirks von South Carolina

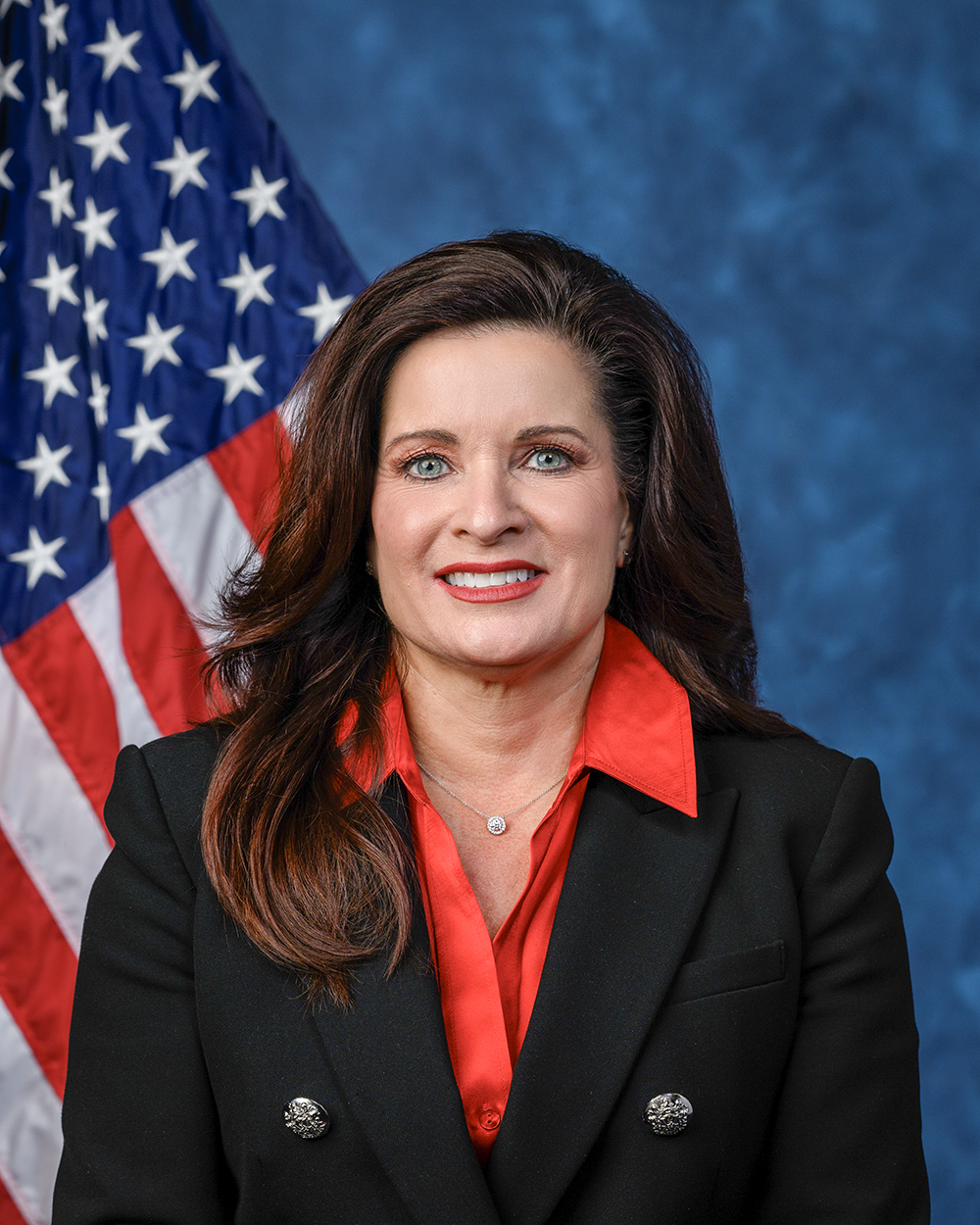
Sheri Biggs, derzeitige Vertreterin des dritten Kongresswahlbezirks von South Carolina

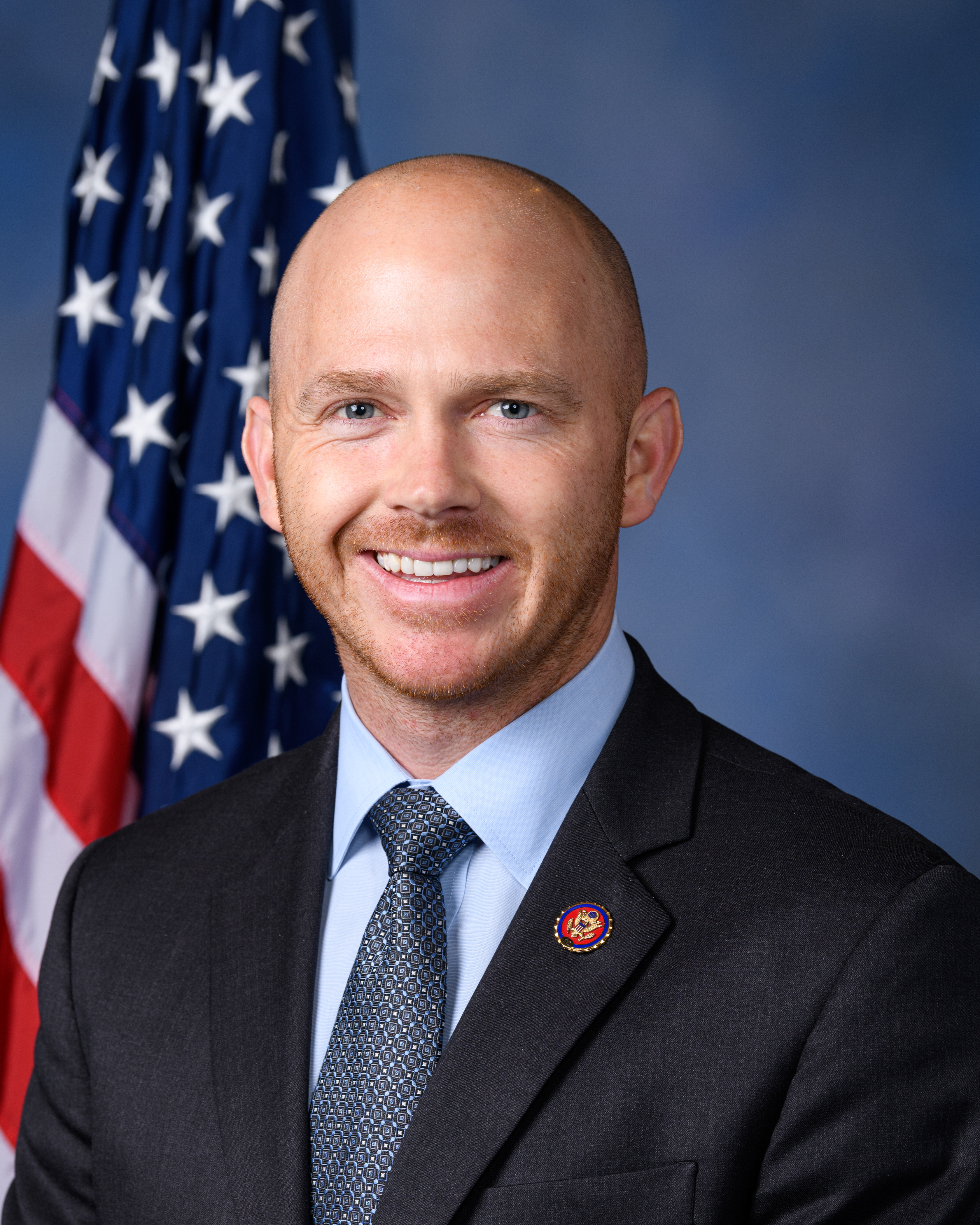
William Timmons, derzeitiger Vertreter des vierten Kongresswahlbezirks von South Carolina

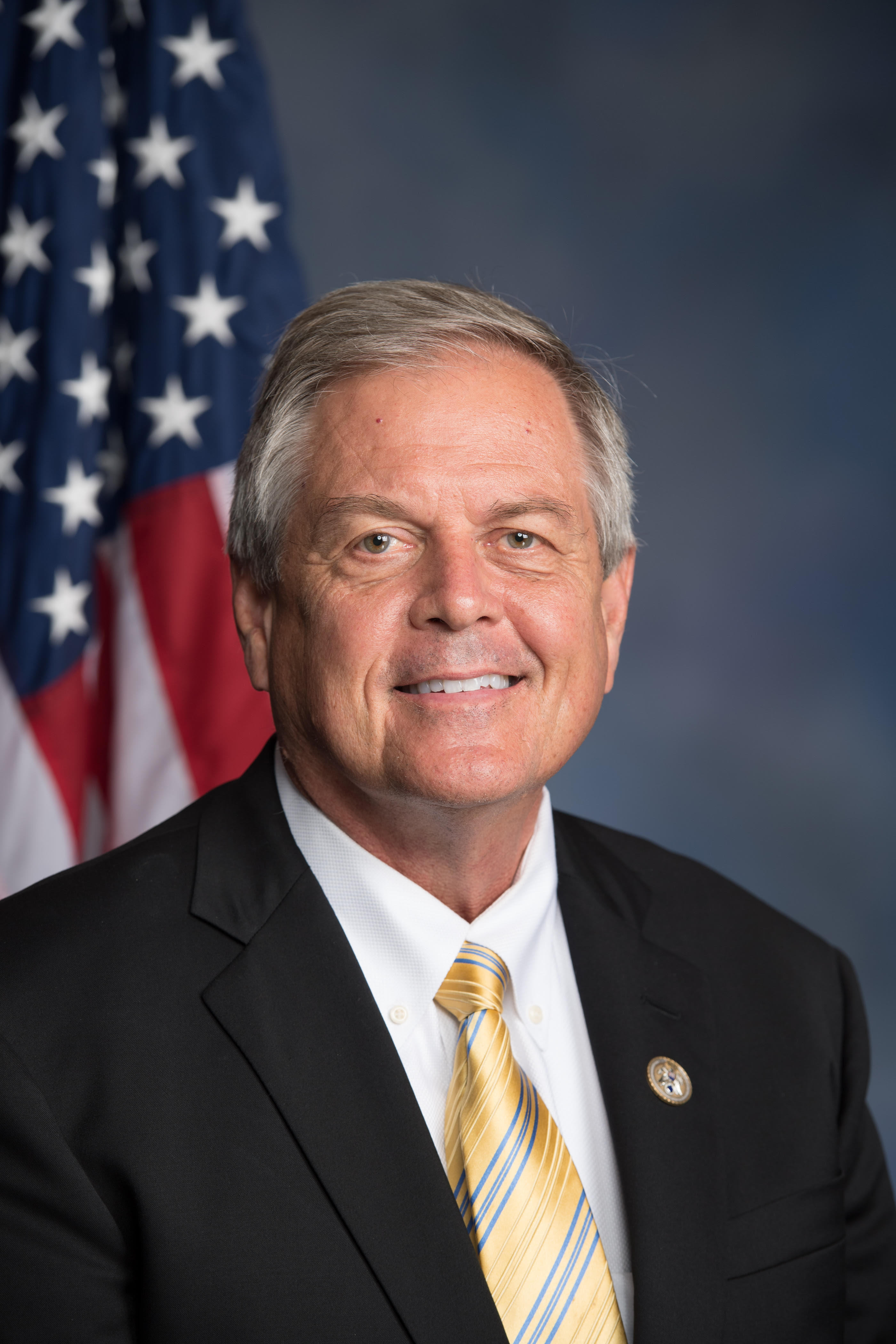
Ralph Norman, derzeitiger Vertreter des fünften Kongresswahlbezirks von South Carolina

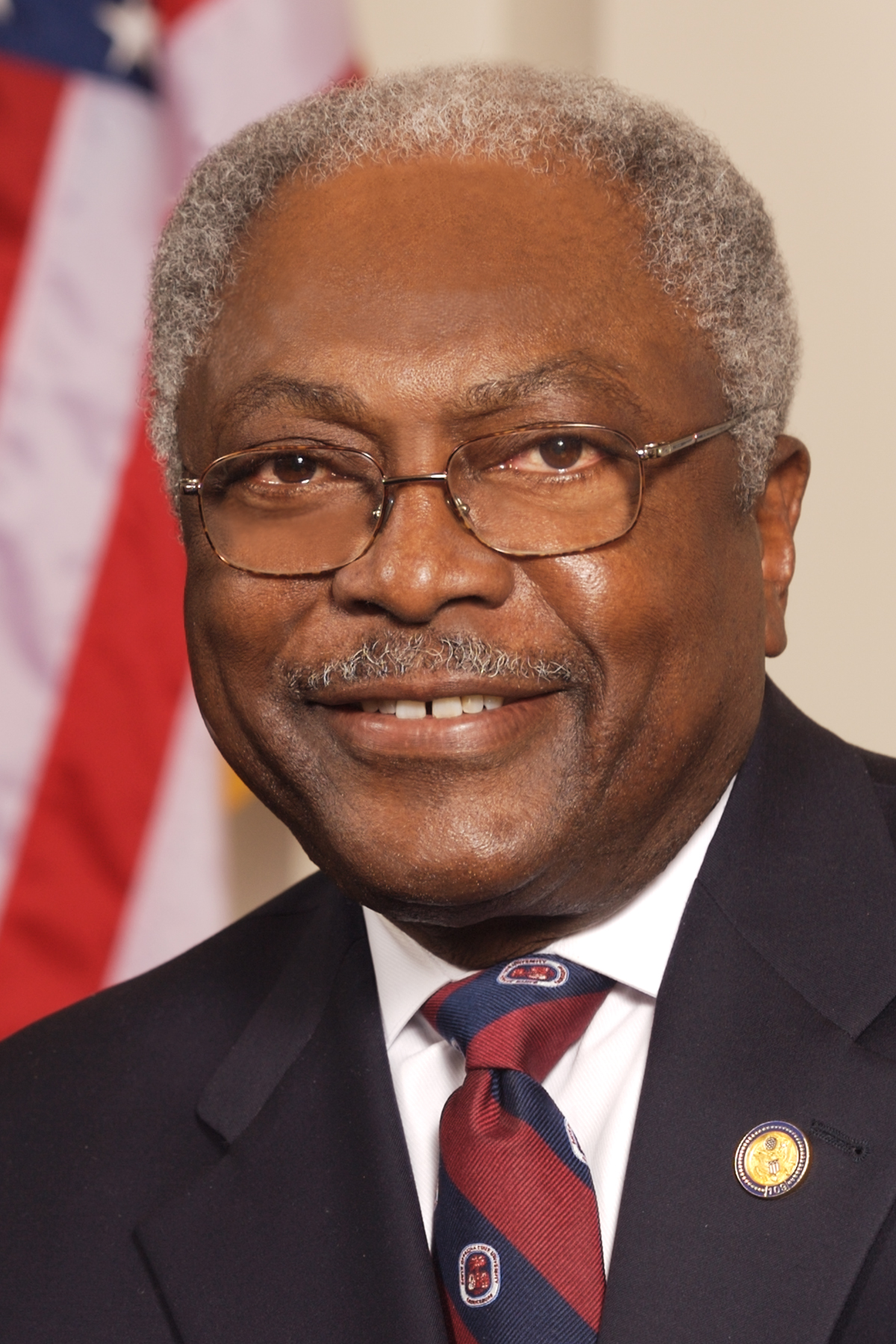
Jim Clyburn, derzeitiger Vertreter des sechsten Kongresswahlbezirks von South Carolina

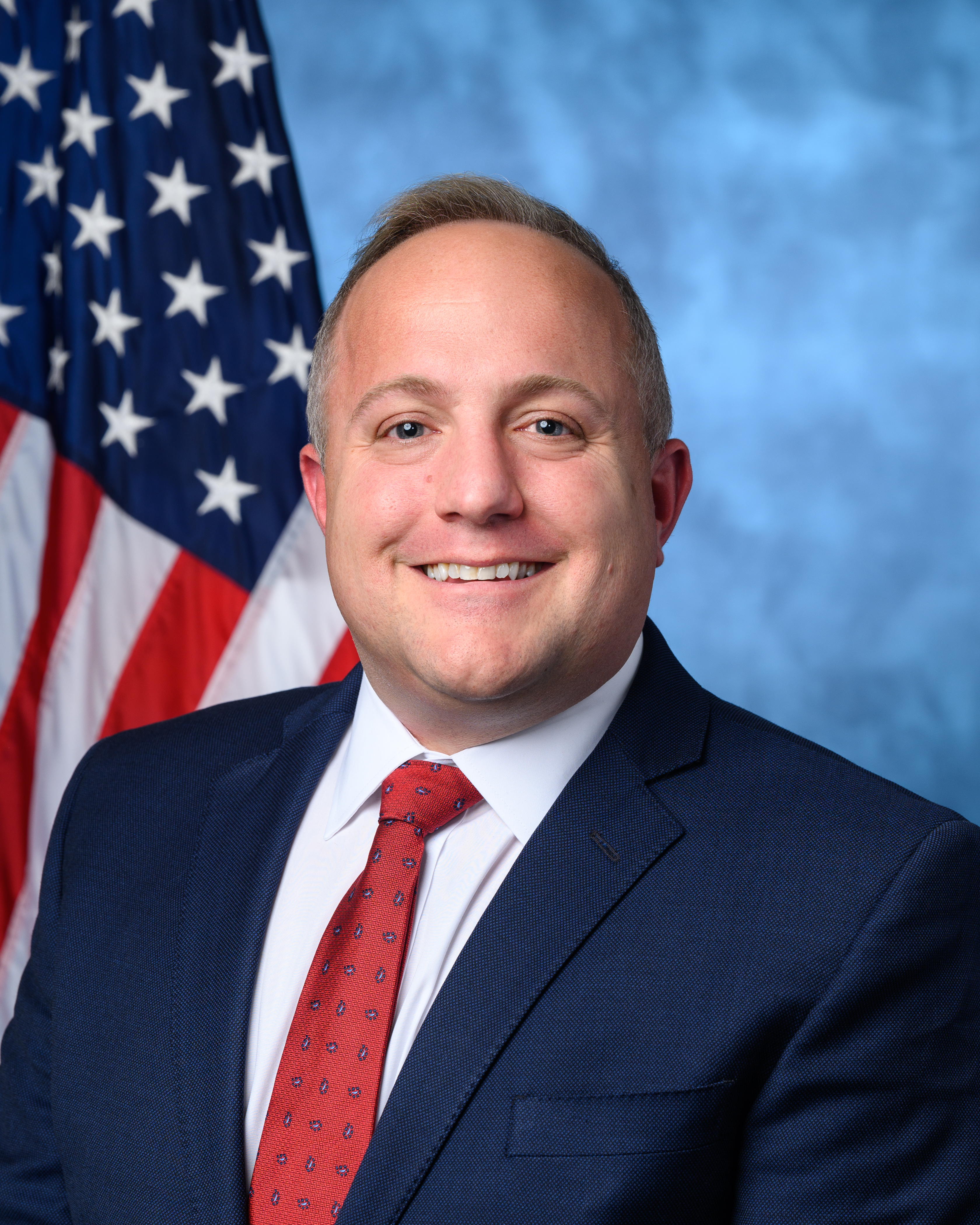
Russell Fry, derzeitiger Vertreter des siebten Kongresswahlbezirks von South Carolina

Diese Liste führt alle Politiker auf, die seit 1789 für South Carolina dem Repräsentantenhaus der Vereinigten Staaten angehört haben. Der Bundesstaat schickte anfangs fünf, später dann sogar zeitweise neun Abgeordnete nach Washington. Derzeit stellt South Carolina sieben Mitglieder im Unterhaus des Kongresses. Gewählt wurden die Abgeordneten von Beginn an nahezu ausnahmslos nach Wahlbezirken; lediglich im Jahr 1873 gab es einen zusätzlichen staatsweiten Sitz („at large“) zu erringen. Von 1861 bis 1868 blieben die Sitze des Staates nach der Sezession South Carolinas aus der Union unbesetzt.

## 1. Sitz (seit 1789)
| Name                         | Amtszeit                           | Partei                |
| ---------------------------- | ---------------------------------- | --------------------- |
| William Loughton Smith       | 4. März 1789 – 10. Juli 1797       | Föderalist            |
| Thomas Pinckney              | 23. November 1797 – 3. März 1801   | Föderalist            |
| Thomas Lowndes               | 4. März 1801 – 3. März 1805        | Föderalist            |
| Robert Marion                | 4. März 1805 – 4. Dezember 1810    | Democratic Republican |
| Langdon Cheves               | 31. Dezember 1810 – 3. März 1815   | Democratic Republican |
| Henry Middleton              | 4. März 1815 – 3. März 1819        | Democratic Republican |
| Charles Pinckney             | 4. März 1819 – 3. März 1821        | Democratic Republican |
| Joel Roberts Poinsett        | 4. März 1821 – 7. März 1825        | Democratic Republican |
| William Drayton              | 17. Mai 1825 – 3. März 1833        | Demokrat              |
| Henry Laurens Pinckney       | 4. März 1833 – 3. März 1835        | Nullifier Party       |
| Robert Blair Campbell        | 4. März 1835 – 3. März 1837        | Nullifier Party       |
| John Campbell                | 4. März 1837 – 3. März 1839        | Nullifier Party       |
| Sampson Hale Butler          | 4. März 1839 – 27. September 1842  | Demokrat              |
| Samuel Wilds Trotti          | 17. Dezember 1842 – 3. März 1843   | Demokrat              |
| James Augustus Black         | 4. März 1843 – 3. April 1848       | Demokrat              |
| Daniel Wallace               | 12. Juni 1848 – 3. März 1853       | Demokrat              |
| John McQueen                 | 4. März 1853 – 21. Dezember 1860   | Demokrat              |
| Benjamin Franklin Whittemore | 18. Juli 1868 – 24. Februar 1870   | Republikaner          |
| Joseph Hayne Rainey          | 12. Dezember 1870 – 3. März 1879   | Republikaner          |
| John Smythe Richardson       | 4. März 1879 – 3. März 1883        | Demokrat              |
| Samuel Dibble                | 4. März 1883 – 3. März 1891        | Demokrat              |
| William Huggins Brawley      | 4. März 1891 – 12. Februar 1894    | Demokrat              |
| James Ferdinand Izlar        | 12. April 1894 – 3. März 1895      | Demokrat              |
| William Elliott              | 4. März 1895 – 4. Juni 1896        | Demokrat              |
| George Washington Murray     | 4. Juni 1896 – 3. März 1897        | Republikaner          |
| William Elliott              | 4. März 1897 – 3. März 1903        | Demokrat              |
| George Swinton Legaré        | 4. März 1903 – 31. Januar 1913     | Demokrat              |
| Richard Smith Whaley         | 29. April 1913 – 3. März 1921      | Demokrat              |
| William Turner Logan         | 4. März 1921 – 3. März 1925        | Demokrat              |
| Thomas Sanders McMillan      | 4. März 1925 – 29. September 1939  | Demokrat              |
| Clara Gooding McMillan       | 7. November 1939 – 3. Januar 1941  | Demokrat              |
| Lucius Mendel Rivers         | 3. Januar 1941 – 28. Dezember 1970 | Demokrat              |
| Mendel Jackson Davis         | 27. April 1871 – 3. Januar 1981    | Demokrat              |
| Thomas Forbes Hartnett       | 3. Januar 1981 – 3. Januar 1987    | Republikaner          |
| Arthur Ravenel               | 3. Januar 1987 – 3. Januar 1995    | Republikaner          |
| Marshall Clement Sanford     | 3. Januar 1995 – 3. Januar 2001    | Republikaner          |
| Henry Edward Brown           | 3. Januar 2001 – 3. Januar 2011    | Republikaner          |
| Timothy E. Scott             | 3. Januar 2011 – 2. Januar 2013    | Republikaner          |
| Marshall Clement Sanford     | 7. Mai 2013 – 3. Januar 2019       | Republikaner          |
| Joseph Kendrick Cunningham   | 3. Januar 2019 – 3. Januar 2021    | Demokrat              |
| Nancy Ruth Mace              | seit 3. Januar 2021                | Republikaner          |

## 2. Sitz (seit 1789)
| Name                           | Amtszeit                          | Partei                    |
| ------------------------------ | --------------------------------- | ------------------------- |
| Aedanus Burke                  | 4. März 1789 – 3. März 1791       | parteilos                 |
| Robert Gibbes Barnwell         | 4. März 1791 – 3. März 1793       | parteilos                 |
| John Hunter                    | 4. März 1793 – 3. März 1795       | parteilos                 |
| Wade Hampton                   | 4. März 1795 – 3. März 1797       | Democratic Republican     |
| John Rutledge Jr.              | 4. März 1797 – 3. März 1803       | Föderalist                |
| William Butler I               | 4. März 1803 – 3. März 1813       | Democratic Republican     |
| William Lowndes                | 4. März 1813 – 8. Mai 1822        | Democratic Republican     |
| James Hamilton Jr.             | 13. Dezember 1822 – 3. März 1829  | Democratic Republican     |
| Robert Woodward Barnwell       | 4. März 1829 – 3. März 1833       | Demokrat                  |
| William John Grayson           | 4. März 1833 – 3. März 1837       | Nullifier Party           |
| William Kennedy Clowney        | 4. März 1837 – 3. März 1839       | Nullifier Party           |
| John Campbell                  | 4. März 1839 – 3. März 1841       | Demokrat                  |
| William Butler II              | 4. März 1841 – 3. März 1843       | Whig                      |
| Richard Franklin Simpson       | 4. März 1843 – 3. März 1849       | Demokrat                  |
| James Lawrence Orr             | 4. März 1849 – 3. März 1853       | Demokrat                  |
| William Aiken Jr.              | 4. März 1853 – 3. März 1857       | Demokrat                  |
| William Porcher Miles          | 4. März 1857 – Dezember 1860      | Demokrat                  |
| Christopher Columbus Bowen     | 20. Juli 1868 – 3. März 1871      | Republikaner              |
| Robert Carlos De Large         | 4. März 1871 – 24. Januar 1873    | Republikaner              |
| Alonzo Jacob Ransier           | 4. März 1873 – 3. März 1875       | Republikaner              |
| Edmund William McGregor Mackey | 4. März 1875 – 19. Juli 1876      | Unabhängiger Republikaner |
| Charles Wilson Buttz           | 7. November 1876 – 3. März 1877   | Republikaner              |
| Richard Harvey Cain            | 4. März 1877 – 3. März 1879       | Republikaner              |
| Michael Patrick O’Connor       | 4. März 1879 – 3. März 1881       | Demokrat                  |
| Samuel Dibble                  | 9. Juni 1881 – 31. Mai 1882       | Demokrat                  |
| Edmund William McGregor Mackey | 31. Mai 1882 – 3. März 1883       | Republikaner              |
| George Dionysius Tillman       | 4. März 1883 – 3. März 1893       | Demokrat                  |
| William Jasper Talbert         | 4. März 1893 – 3. März 1903       | Demokrat                  |
| George William Croft           | 4. März 1903 – 10. März 1904      | Demokrat                  |
| Theodore Gaillard Croft        | 17. Mai 1904 – 3. März 1905       | Demokrat                  |
| James O’Hanlon Patterson       | 4. März 1905 – 3. März 1911       | Demokrat                  |
| James Francis Byrnes           | 4. März 1911 – 3. März 1925       | Demokrat                  |
| Butler Black Hare              | 4. März 1925 – 3. März 1933       | Demokrat                  |
| Hampton Pitts Fulmer           | 4. März 1933 – 19. Oktober 1944   | Demokrat                  |
| Willa Lybrand Fulmer           | 7. November 1944 – 3. Januar 1945 | Demokrat                  |
| John Jacob Riley               | 3. Januar 1945 – 3. Januar 1949   | Demokrat                  |
| Hugo Sheridan Sims             | 3. Januar 1949 – 3. Januar 1951   | Demokrat                  |
| John Jacob Riley               | 3. Januar 1951 – 1. Januar 1962   | Demokrat                  |
| Corinne Boyd Riley             | 10. April 1962 – 3. Januar 1963   | Demokrat                  |
| Albert William Watson          | 4. März 1963 – 3. Januar 1971     | Demokrat                  |
| Floyd Davidson Spence          | 3. Januar 1971 – 16. August 2001  | Republikaner              |
| Addison Graves „Joe“ Wilson    | seit 18. Dezember 2001            | Republikaner              |

## 3. Sitz (seit 1789)
| Name                         | Amtszeit                           | Partei                |
| ---------------------------- | ---------------------------------- | --------------------- |
| Daniel Huger                 | 4. März 1789 – 3. März 1793        | parteilos             |
| Lemuel Benton                | 4. März 1793 – 3. März 1799        | Democratic Republican |
| Benjamin Huger               | 4. März 1799 – 3. März 1805        | Föderalist            |
| David Rogerson Williams      | 4. März 1805 – 3. März 1809        | Democratic Republican |
| Robert Witherspoon           | 4. März 1809 – 3. März 1811        | Democratic Republican |
| David Rogerson Williams      | 4. März 1811 – 3. März 1813        | Democratic Republican |
| Theodore Gourdin             | 4. März 1813 – 3. März 1815        | Democratic Republican |
| Benjamin Huger               | 4. März 1815 – 3. März 1817        | Föderalist            |
| James Ervin                  | 4. März 1817 – 3. März 1821        | Democratic Republican |
| Thomas Rothmaler Mitchell    | 4. März 1821 – 3. März 1823        | Democratic Republican |
| Robert Blair Campbell        | 4. März 1823 – 3. März 1825        | Demokrat              |
| Thomas Rothmaler Mitchell    | 4. März 1825 – 3. März 1829        | Demokrat              |
| John Campbell                | 4. März 1829 – 3. März 1831        | Demokrat              |
| Thomas Rothmaler Mitchell    | 4. März 1831 – 3. März 1833        | Demokrat              |
| Thomas Day Singleton         | 3. März 1833 – 25. November 1833   | Nullifier Party       |
| Robert Blair Campbell        | 27. Februar 1834 – 3. März 1835    | Nullifier Party       |
| John King Griffin            | 4. März 1835 – 3. März 1837        | Nullifier Party       |
| Franklin Harper Elmore       | 4. März 1837 – 3. März 1839        | Demokrat              |
| John King Griffin            | 4. März 1839 – 3. März 1841        | Demokrat              |
| Patrick Calhoun Caldwell     | 4. März 1841 – 3. März 1843        | Demokrat              |
| Joseph Addison Woodward      | 4. März 1843 – 3. März 1853        | Demokrat              |
| Laurence Massillon Keitt     | 4. März 1853 – 10. Dezember 1860   | Demokrat              |
| Manuel Simeon Corley         | 25. Juli 1868 – 3. März 1869       | Republikaner          |
| Solomon Lafayette Hoge       | 8. April 1869 – 3. März 1871       | Republikaner          |
| Robert Brown Elliott         | 4. März 1871 – 1. November 1874    | Republikaner          |
| Lewis Cass Carpenter         | 3. November 1874 – 3. März 1875    | Republikaner          |
| Solomon Lafayette Hoge       | 4. März 1875 – 3. März 1877        | Republikaner          |
| David Wyatt Aiken            | 4. März 1877 – 3. März 1887        | Demokrat              |
| James Sproull Cothran        | 4. März 1887 – 3. März 1891        | Demokrat              |
| George Johnstone             | 4. März 1891 – 3. März 1893        | Demokrat              |
| Asbury Churchwell Latimer    | 4. März 1893 – 3. März 1903        | Demokrat              |
| Wyatt Aiken                  | 4. März 1903 – 3. März 1917        | Demokrat              |
| Frederick Haskell Dominick   | 4. März 1917 – 3. März 1933        | Demokrat              |
| John Clarence Taylor         | 4. März 1933 – 3. Januar 1939      | Demokrat              |
| Butler Black Hare            | 3. Januar 1939 – 3. Januar 1947    | Demokrat              |
| William Jennings Bryan Dorn  | 3. Januar 1947 – 3. Januar 1949    | Demokrat              |
| James Butler Hare            | 3. Januar 1949 – 3. Januar 1951    | Demokrat              |
| William Jennings Bryan Dorn  | 3. Januar 1951 – 31. Dezember 1974 | Demokrat              |
| Butler Carson Derrick        | 3. Januar 1975 – 3. Januar 1995    | Demokrat              |
| Lindsey Olin Graham          | 3. Januar 1995 – 3. Januar 2003    | Republikaner          |
| James Gresham Barrett        | 3. Januar 2003 – 3. Januar 2011    | Republikaner          |
| Jeffrey „Jeff“ Darren Duncan | 3. Januar 2011 – 3. Januar 2025    | Republikaner          |
| Sheri Biggs                  | seit 3. Januar 2025                | Republikaner          |

## 4. Sitz (seit 1789)
| Name                          | Amtszeit                          | Partei                |
| ----------------------------- | --------------------------------- | --------------------- |
| Thomas Sumter                 | 4. März 1789 – 3. März 1793       | parteilos             |
| Richard Winn                  | 4. März 1793 – 3. März 1797       | Democratic Republican |
| Thomas Sumter                 | 4. März 1797 – 15. Dezember 1801  | Democratic Republican |
| Richard Winn                  | 1802 – 3. März 1803               | Democratic Republican |
| Wade Hampton                  | 4. März 1803 – 3. März 1805       | Democratic Republican |
| O’Brien Smith                 | 4. März 1805 – 3. März 1807       | Democratic Republican |
| John Taylor                   | 4. März 1807 – 30. Dezember 1810  | Democratic Republican |
| William Lowndes               | 4. März 1811 – 3. März 1813       | Democratic Republican |
| John Joel Chappell            | 4. März 1813 – 3. März 1817       | Democratic Republican |
| Joseph Bellinger              | 4. März 1817 – 3. März 1819       | Democratic Republican |
| James Overstreet              | 4. März 1819 – 24. Mai 1822       | Democratic Republican |
| Andrew Robison Govan          | 4. Dezember 1822 – 3. März 1827   | Demokrat              |
| William Dickinson Martin      | 4. März 1827 – 3. März 1831       | Demokrat              |
| John Myers Felder             | 4. März 1831 – 3. März 1835       | Demokrat              |
| James Henry Hammond           | 3. März 1835 – 26. Februar 1836   | Nullifier Party       |
| Franklin Harper Elmore        | 10. Dezember 1836 – 3. März 1837  | Demokrat              |
| John King Griffin             | 4. März 1837 – 3. März 1839       | Nullifier Party       |
| Isaac Edward Holmes           | 4. März 1839 – 3. März 1841       | Demokrat              |
| John Campbell                 | 4. März 1841 – 3. März 1845       | Demokrat              |
| Alexander Dromgoole Sims      | 4. März 1845 – 22. November 1848  | Demokrat              |
| John McQueen                  | 12. Februar 1849 – 3. März 1853   | Demokrat              |
| Preston Smith Brooks          | 4. März 1853 – 27. Januar 1857    | Demokrat              |
| Milledge Luke Bonham          | 4. März 1857 – 21. Dezember 1860  | Demokrat              |
| James Hamilton Goss           | 18. Juli 1868 – 3. März 1869      | Republikaner          |
| Alexander Stuart Wallace      | 27. Mai 1870 – 3. März 1877       | Republikaner          |
| John Hamilton Evins           | 4. März 1877 – 28. Oktober 1884   | Demokrat              |
| John Bratton                  | 8. Dezember 1884 – 3. März 1885   | Demokrat              |
| William Hayne Perry           | 4. März 1885 – 3. März 1891       | Demokrat              |
| George Washington Shell       | 4. März 1891 – 3. März 1895       | Demokrat              |
| Stanyarne Wilson              | 4. März 1895 – 3. März 1901       | Demokrat              |
| Joseph Travis Johnson         | 4. März 1901 – 19. April 1915     | Demokrat              |
| Samuel Jones Nicholls         | 14. September 1915 – 3. März 1921 | Demokrat              |
| John Jackson McSwain          | 4. März 1921 – 6. August 1936     | Demokrat              |
| Gabriel Heyward Mahon         | 3. November 1936 – 3. Januar 1939 | Demokrat              |
| Joseph Raleigh Bryson         | 3. Januar 1939 – 10. März 1953    | Demokrat              |
| Robert Thomas Ashmore         | 2. Juni 1953 – 3. Januar 1969     | Demokrat              |
| James Robert Mann             | 3. Januar 1969 – 3. Januar 1979   | Demokrat              |
| Carroll Ashmore Campbell      | 3. Januar 1979 – 3. Januar 1987   | Republikaner          |
| Elizabeth Johnston Patterson  | 3. Januar 1987 – 3. Januar 1993   | Demokrat              |
| Robert Durden Inglis          | 3. Januar 1993 – 3. Januar 1999   | Republikaner          |
| James Warren DeMint           | 3. Januar 1999 – 3. Januar 2005   | Republikaner          |
| Robert Durden Inglis          | 3. Januar 2005 – 3. Januar 2011   | Republikaner          |
| Harold W. Gowdy               | 3. Januar 2011 – 3. Januar 2019   | Republikaner          |
| William Richardson Timmons IV | seit 3. Januar 2019               | Republikaner          |

## 5. Sitz (1789–1860/seit 1873)
| Name                        | Amtszeit                             | Partei                |
| --------------------------- | ------------------------------------ | --------------------- |
| Thomas Tudor Tucker         | 4. März 1789 – 3. März 1793          | parteilos             |
| Alexander Gillon            | 4. März 1793 – 6. Oktober 1794       | parteilos             |
| Robert Goodloe Harper       | Februar 1795 – 3. März 1801          | Föderalist            |
| William Butler I            | 4. März 1801 – 3. März 1803          | Democratic Republican |
| Richard Winn                | 4. März 1803 – 3. März 1813          | Democratic Republican |
| David Reid Evans            | 4. März 1813 – 3. März 1815          | Democratic Republican |
| William Woodward            | 4. März 1815 – 3. März 1817          | Democratic Republican |
| Starling Tucker             | 4. März 1817 – 3. März 1823          | Democratic Republican |
| George McDuffie             | 4. März 1823 – 1834                  | Demokrat              |
| Francis Wilkinson Pickens   | 8. Dezember 1834 – 3. März 1837      | Nullifier Party       |
| Hugh Swinton Legaré         | 4. März 1837 – 3. März 1839          | Demokrat              |
| Francis Wilkinson Pickens   | 4. März 1839 – 3. März 1841          | Demokrat              |
| Isaac Edward Holmes         | 4. März 1841 – 3. März 1843          | Demokrat              |
| Armistead Burt              | 4. März 1843 – 3. März 1853          | Demokrat              |
| James Lawrence Orr          | 4. März 1853 – 3. März 1859          | Demokrat              |
| John Durant Ashmore         | 4. März 1859 – 21. Dezember 1860     | Demokrat              |
| Richard Harvey Cain         | 4. März 1873 – 3. März 1875          | Republikaner          |
| Robert Smalls               | 4. März 1875 – 3. März 1879          | Republikaner          |
| George Dionysius Tillman    | 4. März 1879 – 19. Juni 1882         | Demokrat              |
| Robert Smalls               | 19. Juli 1882 – 3. März 1883         | Republikaner          |
| John James Hemphill         | 4. März 1883 – 3. März 1893          | Demokrat              |
| Thomas Jefferson Strait     | 4. März 1893 – 3. März 1899          | Demokrat              |
| David Edward Finley         | 4. März 1899 – 26. Januar 1917       | Demokrat              |
| Paul Grier McCorkle         | 21. Februar 1917 – 3. März 1917      | Demokrat              |
| William Francis Stevenson   | 4. März 1917 – 3. März 1933          | Demokrat              |
| James Prioleau Richards     | 4. März 1933 – 3. Januar 1957        | Demokrat              |
| Robert Witherspoon Hemphill | 3. Januar 1957 – 1. Mai 1964         | Demokrat              |
| Thomas Smithwick Gettys     | 3. November 1964 – 31. Dezember 1974 | Demokrat              |
| Kenneth Lamar Holland       | 3. Januar 1975 – 3. Januar 1983      | Demokrat              |
| John McKee Spratt           | 3. Januar 1983 – 3. Januar 2011      | Demokrat              |
| John Michael Mulvaney       | 3. Januar 2011 – 16. Februar 2017    | Republikaner          |
|                             | 16. Februar 2017 – 26. Juni 2017     | vakant                |
| Ralph Warren Norman Jr.     | seit 26. Juni 2017                   | Republikaner          |

## 6. Sitz (1793–1860/seit 1883)
| Name                      | Amtszeit                            | Partei                |
| ------------------------- | ----------------------------------- | --------------------- |
| Andrew Pickens            | 4. März 1793 – 3. März 1795         | parteilos             |
| Samuel Earle              | 4. März 1795 – 3. März 1797         | Democratic Republican |
| William Smith             | 4. März 1797 – 3. März 1799         | Democratic Republican |
| Abraham Nott              | 4. März 1799 – 3. März 1801         | Föderalist            |
| Thomas Moore              | 4. März 1801 – 3. März 1803         | Democratic Republican |
| Levi Casey                | 4. März 1803 – 3. Februar 1807      | Democratic Republican |
| Joseph Calhoun            | 2. Juni 1807 – 3. März 1811         | Democratic Republican |
| John Caldwell Calhoun     | 4. März 1811 – 3. November 1817     | Democratic Republican |
| Eldred Simkins            | 24. Januar 1818 – 3. März 1821      | Democratic Republican |
| George McDuffie           | 4. März 1821 – 3. März 1823         | Democratic Republican |
| John Wilson               | 4. März 1823 – 3. März 1827         | Demokrat              |
| Warren Ransom Davis       | 4. März 1827 – 29. Januar 1835      | Demokrat              |
| Henry Laurens Pinckney    | 4. März 1835 – 3. März 1837         | Nullifier Party       |
| Francis Wilkinson Pickens | 4. März 1837 – 3. März 1839         | Nullifier Party       |
| Robert Barnwell Rhett     | 4. März 1839 – 3. März 1841         | Demokrat              |
| Francis Wilkinson Pickens | 4. März 1841 – 3. März 1843         | Demokrat              |
| Isaac Edward Holmes       | 4. März 1843 – 3. März 1851         | Demokrat              |
| William Aiken Jr.         | 4. März 1851 – 3. März 1853         | Demokrat              |
| William Waters Boyce      | 4. März 1853 – 21. Dezember 1860    | Demokrat              |
| George William Dargan     | 4. März 1883 – 3. März 1891         | Demokrat              |
| Eli Thomas Stackhouse     | 4. März 1891 – 14. Juni 1892        | Demokrat              |
| John Lowndes McLaurin     | 5. Dezember 1892 – 31. Mai 1897     | Demokrat              |
| James Norton              | 6. Dezember 1897 – 3. März 1901     | Demokrat              |
| Robert Bethea Scarborough | 4. März 1901 – 3. März 1905         | Demokrat              |
| James Edwin Ellerbe       | 4. März 1905 – 3. März 1913         | Demokrat              |
| James Willard Ragsdale    | 4. März 1913 – 23. Juli 1919        | Demokrat              |
| Philip Henry Stoll        | 7. Oktober 1919 – 3. März 1923      | Demokrat              |
| Allard Henry Gasque       | 4. März 1923 – 17. Juni 1938        | Demokrat              |
| Elizabeth Hawley Gasque   | 13. September 1938 – 3. Januar 1939 | Demokrat              |
| John Lanneau McMillan     | 3. Januar 1939 – 3. Januar 1973     | Demokrat              |
| Edward Lunn Young         | 3. Januar 1973 – 3. Januar 1975     | Republikaner          |
| John Wilson Jenrette      | 3. Januar 1975 – 10. Dezember 1980  | Demokrat              |
| John Light Napier         | 3. Januar 1981 – 3. Januar 1983     | Republikaner          |
| Robert Mooneyhan Tallon   | 3. Januar 1983 – 3. Januar 1993     | Demokrat              |
| James Enos Clyburn        | seit 3. Januar 1993                 | Demokrat              |

## 7. Sitz (1803–1853/1883–1933/seit 2013)
| Name                           | Amtszeit                          | Partei                |
| ------------------------------ | --------------------------------- | --------------------- |
| Thomas Moore                   | 4. März 1803 – 3. März 1813       | Democratic Republican |
| Elias Earle                    | 4. März 1813 – 3. März 1815       | Democratic Republican |
| John Taylor                    | 4. März 1815 – 3. März 1817       | Democratic Republican |
| Elias Earle                    | 4. März 1817 – 3. März 1821       | Democratic Republican |
| John Wilson                    | 4. März 1821 – 3. März 1823       | Democratic Republican |
| Joseph Gist                    | 4. März 1823 – 3. März 1827       | Demokrat              |
| William Thompson Nuckolls      | 4. März 1827 – 3. März 1833       | Demokrat              |
| William Kennedy Clowney        | 4. März 1833 – 3. März 1835       | Nullifier Party       |
| Richard Irvine Manning         | 4. März 1835 – 1. Mai 1836        | Demokrat              |
| John Peter Richardson          | 19. Dezember 1836 – 3. März 1837  | Demokrat              |
| Robert Barnwell Rhett          | 4. März 1837 – 3. März 1839       | Demokrat              |
| Thomas De Lage Sumter          | 4. März 1839 – 3. März 1841       | Demokrat              |
| Robert Barnwell Rhett          | 4. März 1841 – 3. März 1849       | Demokrat              |
| William Ferguson Colcock       | 4. März 1849 – 3. März 1853       | Demokrat              |
| Edmund William McGregor Mackey | 4. März 1883 – 27. Januar 1884    | Republikaner          |
| Robert Smalls                  | 18. März 1884 – 3. März 1887      | Republikaner          |
| William Elliott                | 4. März 1887 – 23. September 1890 | Demokrat              |
| Thomas Ezekiel Miller          | 24. September 1890 – 3. März 1891 | Republikaner          |
| William Elliott                | 4. März 1891 – 3. März 1893       | Demokrat              |
| George Washington Murray       | 4. März 1893 – 3. März 1895       | Republikaner          |
| James William Stokes           | 4. März 1895 – 6. Juli 1901       | Demokrat              |
| Asbury Francis Lever           | 5. November 1901 – 1. August 1919 | Demokrat              |
| Edward Coke Mann               | 7. Oktober 1919 – 3. März 1921    | Demokrat              |
| Hampton Pitts Fulmer           | 4. März 1921 – 3. März 1933       | Demokrat              |
| Hugh Thompson Rice             | 3. Januar 2013 – 3. Januar 2023   | Republikaner          |
| Russell Fry                    | seit 3. Januar 2023               | Republikaner          |

## 8. Sitz (1803–1843)
| Name                   | Amtszeit                        | Partei                |
| ---------------------- | ------------------------------- | --------------------- |
| John Baylis Earle      | 4. März 1803 – 3. März 1805     | Democratic Republican |
| Elias Earle            | 4. März 1805 – 3. März 1807     | Democratic Republican |
| Lemuel James Alston    | 4. März 1807 – 3. März 1811     | Democratic Republican |
| Elias Earle            | 4. März 1811 – 3. März 1813     | Democratic Republican |
| Samuel Farrow          | 4. März 1813 – 3. März 1815     | Democratic Republican |
| Thomas Moore           | 4. März 1815 – 3. März 1817     | Democratic Republican |
| Wilson Nesbitt         | 4. März 1817 – 3. März 1819     | Democratic Republican |
| John McCreary          | 4. März 1819 – 3. März 1821     | Democratic Republican |
| Joseph Gist            | 4. März 1821 – 3. März 1823     | Democratic Republican |
| John Carter            | 4. März 1823 – 3. März 1829     | Demokrat              |
| James Blair            | 4. März 1829 – 1. April 1834    | Demokrat              |
| Richard Irvine Manning | 8. Dezember 1834 – 3. März 1835 | Demokrat              |
| James Rogers           | 4. März 1835 – 3. März 1837     | Demokrat              |
| John Peter Richardson  | 4. März 1837 – 3. März 1839     | Demokrat              |
| James Rogers           | 4. März 1839 – 3. März 1841     | Demokrat              |
| Thomas De Lage Sumter  | 4. März 1841 – 3. März 1843     | Demokrat              |

## 9. Sitz (1813–1843)
| Name                   | Amtszeit                          | Partei                |
| ---------------------- | --------------------------------- | --------------------- |
| John Kershaw           | 4. März 1813 – 3. März 1815       | Democratic Republican |
| William Mayrant        | 4. März 1815 – 21. Oktober 1816   | Democratic Republican |
| Stephen Decatur Miller | 2. Januar 1817 – 3. März 1819     | Democratic Republican |
| Joseph Brevard         | 4. März 1819 – 3. März 1821       | Democratic Republican |
| James Blair            | 4. März 1821 – 8. Mai 1822        | Democratic Republican |
| John Carter            | 11. Dezember 1822 – 3. März 1823  | Democratic Republican |
| Starling Tucker        | 4. März 1823 – 3. März 1831       | Demokrat              |
| John King Griffin      | 4. März 1831 – 3. März 1835       | Nullifier Party       |
| Waddy Thompson         | 10. September 1835 – 3. März 1841 | Whig                  |
| James Rogers           | 4. März 1841 – 3. März 1843       | Demokrat              |